# جردى صغيرة
جردى صغيرة (الاسم العلمي:Ochradenus minor) هي نوع هجين غير مؤكد من النباتات يتبع جنس الجردى من الفصيلة البليحائية.